# Длоуха Бртњица
Длоуха Бртњица (чеш. Dlouhá Brtnice) је насељено мјесто са административним статусом сеоске општине (чеш. obec) у округу Јихлава, у крају Височина, Чешка Република.

## Становништво
Према подацима о броју становника из 2014. године насеље је имало 384 становника.